# Mélé Temguia
Ngoufack Mélé Temguia (* 1. August 1995 in Darmstadt, Deutschland) ist ein kanadischer Fußballspieler auf der Position eines Abwehrspielers, der vor allem als Innenverteidiger eingesetzt wird und seit 2017 im Aufgebot des FC Cincinnati in der zweitklassigen nordamerikanischen United Soccer League steht.
Er besitzt auch die deutsche Staatsangehörigkeit.

## Karriere
Mélé Temguia wurde am 1. August 1995 in Darmstadt geboren, kam aber noch in jungen Jahren mit seiner Familie nach Kanada, wo sich diese in Sherbrooke, im Süden der Provinz Québec, unweit der US-amerikanischen Grenze, niederließ. Von hier begann er auch seine Karriere als Fußballspieler und war während seiner Schulzeit und zum Schluss während seiner Zeit am Collège Ahuntsic in Montreal als Sportler aktiv. Bei seinem dortigen Abschluss im Jahre 2012 war er bereits fest in der Nachwuchsabteilung des Major-League-Soccer-Klubs Montreal Impact verankert und spielte parallel dazu für den Amateurverein Club de Soccer Les Verts de Sherbrooke. Auch sein jüngerer Bruder Gino (* 1998) war in weiterer Folge für den Amateurverein aus Sherbrooke aktiv.
Im Laufe der nächsten Jahre durchlief er diverse Jugendmannschaften, wobei er als Spieler Teil der U.S. Soccer Development Academy war. Nach knapp vier Jahren im Nachwuchs von Montreal Impact wechselte Temguia zum eben erst gegründeten FC Montréal, einem zweiten Profifußballteam im Besitz von Joey Saputo. In der Mannschaft, die vorwiegend aus Jugendspielern von Montreal Impact besteht und zu deren ersten Kader in der noch kurzen Vereinsgeschichte er gehörte, kam er am 11. April 2015 bei einer 0:3-Niederlage gegen die Rochester Rhinos zu seinem Profiligadebüt in der drittklassigen United Soccer League. Dabei kam er ab der 82. Spielminute für den in der Schweiz geborenen Kanadier John Dinkota auf den Rasen und wurde auch in den nachfolgenden Ligaspielen eingesetzt, wo er vor allem aufgrund seiner Härte auffiel. Dies zeigten unter anderem vier gelbe Karten in den nachfolgenden fünf Partien, die er bis Mai 2015 absolvierte.
Im weiteren Saisonverlauf des Spieljahres 2015 wurde Mélé Temguia mehrfach als Stammkraft in der Abwehrreihe seiner Mannschaft eingesetzt und brachte es bis zum Saisonende, als das Team auf dem zehnten von insgesamt zwölf Plätzen der Eastern Conference rangierte, auf 18 Ligaeinsätze, in denen er selbst torlos blieb. Auch für das Spieljahr 2016 steht Temguia im Aufgebot des kanadischen Drittliga-Franchises.